# Vilar do Monte (Barcelos)
Vilar do Monte is een plaats (freguesia) in de Portugese gemeente Barcelos en telt 660 inwoners (2001).

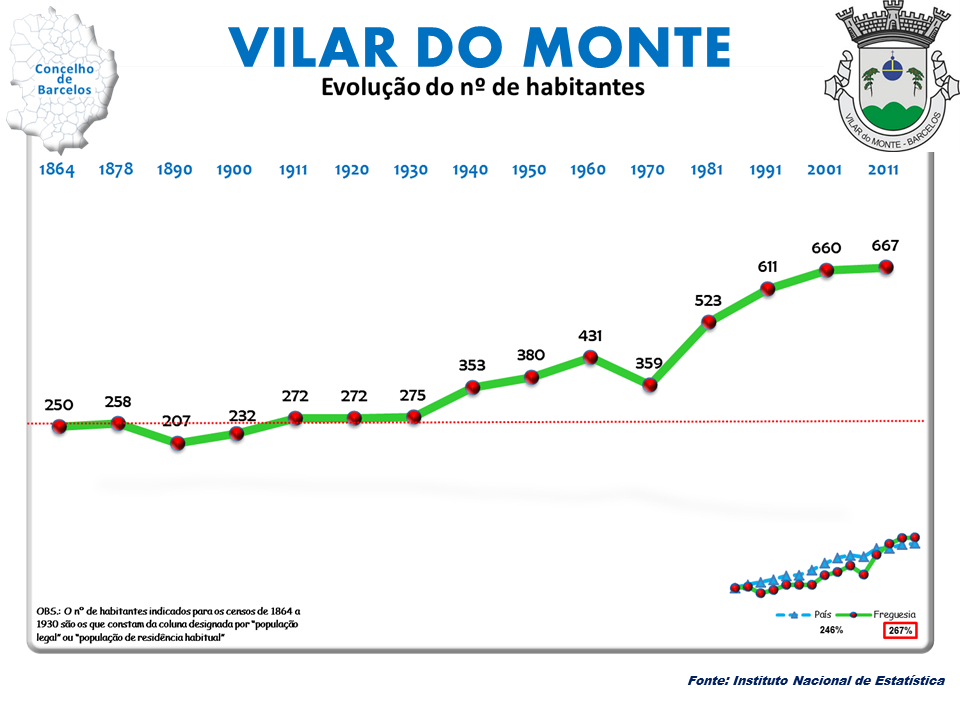
Bevolkingsontwikkeling tussen 1864 en 2011